# Vervloekt
Vervloekt is een lied van de Nederlandse rapper Frenna en de Nederlands-Antiliaanse producer en dj Diquenza. Het werd in 2017 als single uitgebracht en stond in 2018 als derde track op het album We don't stop, welke is uitgebracht door de artiesten samen.

## Achtergrond
Vervloekt is geschreven door Francis Junior Edusei, Placido Diego Elson en Delaney Alberto en geproduceerd door Diquenza en Dovgh. Het is een nummer uit het genre nederhop. Het is een bewerking van het lied Obianuju van Duncan Mighty uit 2011. In het lied rappen en zingen de artiesten over een meisje waar de liedverteller mee was, maar waarvan de liedverteller vindt dat zij enkel bij hem was voor zijn geld en zij giftige trekken heeft.
Het is niet de eerste keer dat de artiesten met elkaar samenwerken. Naast de liedjes van Frenna of SFB waar Diquenza de producer van was, hadden de twee ook al eerder op een nummer gestaan waarop beiden als uitvoerend artiest waren toegeschreven. Dit was op Blow it all. Na Vervloekt kwamen ze met het gezamenlijke album We don't stop, waarop naast Vervloekt ook onder andere 16 millions en Wanna be mine op te vinden waren. 

## Hitnoteringen
De artiesten hadden succes met het lied in de hitlijsten van Nederland. Het piekte op de eerste plaats van de Nederlandse Single Top 100 en stond vier weken op deze positie. In totaal stond het 39 weken in deze hitlijst. In de Nederlandse Top 40 kwam het tot de negentiende positie. Het was zeven weken in de Top 40 te vinden. 